# Bolbaffer bremeri
Bolbaffer bremeri is een keversoort uit de familie cognackevers (Bolboceratidae). De wetenschappelijke naam van de soort werd in 1982 gepubliceerd door Nikolajev.